# Soběchleby (Přerov)
Soběchleby é uma comuna checa localizada na região de Olomouc, distrito de Přerov.